# Carles Mostany i Rebés
Carles Mostany i Rebés va ser un pintor nascut a Lleida durant l'últim terç del segle xix. Va participar en l'Exposició d'Artistes Lleidatans de l'any 1912 amb motiu de les Festes de Maig. La seva obra estava molt vinculada als decorats del teatre, fet que el portaria a traslladar-se l'any 1916 a Barcelona per entrar a treballar a l'estudi del prestigiós fabricant i decorador Salvador Alarma. Tot i fixar per aquest motiu la seva residència a la ciutat comtal, ben aviat abandonà les tasques de decorador en dedicació plena i s'endinsà, amb força, en el conreu del paisatge purament realista. Va participar en les exposicions de Belles Arts de Barcelona dels anys 1920, 1921 i 1923, i el seu esperit inquiet i contestatari el portà a redactar articles de premsa on criticava la manca d'iniciativa cultural.